# Араданский хребет
Арада́нский хребе́т (Арада́н) — горный хребет на юге Красноярского края России, в системе Западного Саяна. Расположен в бассейне реки Казырсук, правого притока Енисея. Является продолжением с одной стороны левобережного приенисейского Саянского хребта, с другой — хребта Ергаки. С юго-запада к центральной части хребта прилегает Мирской хребет, служащий водоразделом между реками Тепселем и Усом. Наивысшие отметки хребта: Араданский пик и Озёрный.
Протяжённость хребта составляет около 60 км. Максимальная высота — 2456 м. Сложен метаморфическими сланцами, песчаниками и гранитами. На склонах преобладает горная тайга.